# 歐麗娟
歐麗娟（1965年—），國立臺灣大學中國文學系教授，曾就職於靜宜大學。畢業於國立臺灣大學中國文學研究所，獲文學博士學位。主要研究領域為《紅樓夢》、《唐詩》等。曾開設《紅樓夢》、《唐詩》、《李商隱詩》、《杜甫詩》、《中國文學史》等課程。發表、出版有多種論文和專著。歐麗娟於台大開放式課程中開設有兩門公開課程《紅樓夢》和《中國文學史》。她也是台大首批在Coursera开设MOOC课程的教師之一，《红楼梦》是其制作的第一门课，共有来自世界各地的一万九千多名学员报名；而後另有開設《红楼梦》的系列课程《母神崇拜》、唐詩課程《唐詩新思路》。

## 著作
- 《杜甫詩之意象研究》，歐麗娟著，1991年5月。
- 《唐詩選注》，臺北：里仁書局出版，1995年11月。
- 《唐詩中的樂園意識》，歐麗娟著，1997年5月。
- 《杜詩意象論》，臺北：里仁書局出版，1997年12月。
- 〈論唐詩中日、月意象之嬗變〉，彰化師範大學《第四屆中國詩學（唐代詩學）會議論文集》，頁323-352 ，1998年5月。
- 《歷代詩選注》（隋唐卷）（與鄭文惠、陳文華、吳彩娥同著），臺北：里仁書局出版，頁270-606，1998年11月。
- 《大唐詩魁──李商隱詩選》，臺北：五南出版，1999年10月。
- 《唐詩的樂園意識》，臺北：里仁書局出版，2000年2月。
- 《詩論紅樓夢》，臺北：里仁書局出版，2001年1月。
- 《李商隱詩歌》，臺北：五南圖書出版，2003年5月。
- 〈琵琶女之人格特質與心理結構分析──兼論白居易〈琵琶行〉之自傳性〉，《知性與情感的交會──唐宋元明學術研討會論文集》，大安出版社出版，75-121頁，2005年7月。
- 《紅樓夢人物立體論》，臺北：里仁書局出版，2006年3月。
- 〈論杜甫詩中的女性神話〉，收入林明德、黃文吉總策劃：《臺灣學術新視野：中國文學之部（一）》，臺北：五南出版，2007年6月，頁206-244。
- 《唐詩中的樂園意識》（第3項之增訂版），收入龔鵬程主編：「古典詩歌研究彙刊」第二輯第6冊，臺北：花木蘭文化出版社出版，2007年9月。
- 《杜甫詩之意象研究》（第1項之增訂版），收入龔鵬程主編：「古典詩歌研究彙刊」第三輯第6冊，臺北：花木蘭文化出版社出版，2008年3月。
- 《唐代詩歌與性別研究——以杜甫為中心》，臺北：里仁書局出版，2008年9月。
- 《大觀紅樓(綜論卷)》，臺北：國立臺灣大學出版中心出版，2015年1月。
- 《大觀紅樓(母神卷)》，臺北：國立臺灣大學出版中心出版，2015年9月。
- 《驚豔唐詩：字行間的人生密碼》，臺北：遠流出版，2017年5月。
- 《唐詩的多維視野》，臺北：五南出版，2017年7月。
- 《大觀紅樓(正金釵卷)》，臺北：國立臺灣大學出版中心出版，2017年9月。
- 《紅樓一夢：賈寶玉與次金釵》，臺北：聯經出版，2017年10月。

## 外部連結
- 台大介紹頁面
- 台大開放式課程：中國文學史 （页面存档备份，存于） 紅樓夢 （页面存档备份，存于）
- Coursera介紹頁面 （页面存档备份，存于）
- Coursera課程；唐詩新思路 （页面存档备份，存于）